# 노동운동
노동운동(勞動運動)은 노동자의 권리, 대우 즉 노동자의 정치, 사회, 경제적 지위와 권익 등을 향상 및 확보를 목적으로 하는 운동이다. 노동운동에는 사회주의 성향을 띠고 출발한 계급투쟁적 노동운동(마르크스주의 분파)과 계급협조적 노동운동(수정주의, 개량주의 분파), 그리고 협동조합주의적 노동운동(생디칼리즘 등) 등이 있으며, 노동운동의 전략 또한 방대하다.

## 개요
18세기 후반 제일 빨리 산업 혁명을 겪은 영국에서는 전통 수공업이 사그라지면서, 수많은 산업이 기계에 의존하게 된다. 생산 수단을 소유한 자본가들은 여러 수공업 장인들을 단순한 임금 노동자로 대우하면서 여러 수공업 노동자들의 반발을 샀고 노동자들은 '노동조합'을 최초로 만들어, 자본가와 공권력에 간접적으로 저항했다. 그러나 1799년 영국이 최초로 '단결금지법'(Combination Act)을 선포하면서 노동조합이 금지화되었고 노동자들의 불만이 심해져 최초의 직접 노동운동이 탄생했다.
그리고 노동운동가 프랜시스 플레이스와 그를 따르는 노동운동 세력의 노력으로 단결금지법은 1824년에 폐지된다. 이때부터 사회적으로 강력한 영향력을 가진 여러 노동조합은 공권력, 자본가와 대등한 사회적 지위를 갖게 되었고 그 이후부터 노동운동은 봉기적이고 폭력적인 노동운동에서 영구적인 조직력을 갖춘 준법(遵法)적 노동운동으로 발전한다.
산업 혁명 이전 공인조합(工人組合)을 대신하여 나타난 노동조합은 19세기 초반부터 급속하게 전국적인 조직으로 성장하였고, 1834년에는 로버트 오언의 지도로 "전국 노동조합 대연합 '이 조직되었다. 그러나 주기적인 경기 변동, 경기 위기라는 충격에서 여러 생산 노동자의 조직력과 노동자 각 개인의 생존도 위태로워지면서 샤를 푸리에 등과 같은 공상적 사회주의자들은 당시 자본가들이 지배하는 불평등 사회를 부정하고 만인(萬人)이 평등하고 상호 협력을 원리로 하는 이상 사회를 주장하게 된다. 하지만 이러한 이상적이고 사회주의 운동은 노동 운동과 제대로 결집하지 못한다.
그러나, 이러한 주장들이 노동 운동과 제대로 결집하지 못했다 하여, 사회에 영향을 준 것은 아니었다. 이러한 공상적 사회주의자들의 발언으로 시민 평등 의식이 날로 거세지면서 경제적인 이익이 아닌 정치, 사회 그리고 문화적 지위를 높이는 노동 계급이 새로 탄생한다. 그리고 그것은 의회 제도의 개혁과 입법의 획득을 목표로 광범위한 정치 운동인 차티스트 운동으로 전개되었다. 1848년에는 봉건적 반동(反動) 세력에 대항하는 투쟁에서 노동자 계급이 처음으로 자신의 요구를 내걸고 참가했다. 같은 해에 칼 마르크스의 《공산당선언》(共産黨宣言)이 발간된 이후 노동 운동에 지대한 영향을 주었다. 19세기 후반 노동조합은 정치, 사회적 투쟁에서 우위(優位)를 점하게 되었고 수많은 노동조합은 정치 세력화하여 노동당이라는 노동자를 대변하는 정당이 급속도로 만들어졌다. 이러한 움직임은 여러 국가에 퍼져서 19세기 말부터 주요 자본주의 국가에서는 어디서나 거대한 노동조합이 존재하기에 이른다.
또한 유럽 대륙에서는 자본주의의 전복(顚覆)을 목표로 사회주의자들과 아나키스트의 활동이 거세졌다. 이들은 노동 운동 세력과 결집해 유럽 전역에 퍼져 나갔다. 그리고 그런 여러 사회주의 이론이 발달하면 국가사회주의의 페르디난트 라살레, 사회민주주의의 칼 카우츠키와 베른슈타인, 마르크스주의자인 프리드리히 엥겔스 등 각 분파를 형성한 사회주의자들이 나타나면서 노동운동은 이론과 결집해 그 운동의 정당성까지 확보했다.
1864년 노동조합의 거대한 국제적 연합인 최초의 제1인터내셔널이 출범했다. 현재 사회주의 인터내셔널(제5인터내셔널)에 이르기까지 아나키즘, 사회민주주의, 공산주의 세력은 스스로 분열하여 노동운동의 질은 변증(辨證)됐고, 오늘날 현대화된 노동운동이 존재하는 이유가 되었다.

### 방법
노동운동이 현대 사회에서 존재하는 이유는 정부 부서의 활동이 노동자의 권위를 보호하면서 노동착취를 막기엔 턱없이 부족하기 때문이다. 보통 노동운동의 전개는, 노동착취를 자각한 노동자들이 자발적으로 노동조합을 결성하고, 노동조합을 통한 합법적 또는 과격 쟁의로 전개된다. 몇몇 소수의 노동운동가들은 대학에서 노동자들의 해방을 이루고 싶은 진보적 성향을 가진 대학생 출신인 경우도 많으며, 이들은 졸업 후 대졸자 학력을 숨기고, 고졸자 또는 무학력자로 위장하여 노동 환경이 열악한 기업에 취업해 노동조합을 결성하여 직접적으로 투쟁에 나선다. 이런 투쟁으로 수많은 노동자가 파업에 동참하면, 사장 측에서는 임금 인상을 포함한 여러 가지 사회, 경제적 요건을 고려한 협상을 요구하며, 노동자들의 권위와 경제적 여건이 상승하는 것이다. 그리고 노동운동을 진두지휘하는 사람을 노동운동가(勞動運動家) 또는 직업혁명가(職業革命家)라고 한다.
노동운동은 유럽에서 성행하였는데, 그 결과 동정파업(同情罷業) 현상이 심해졌고, 이 때문에 19세기에서 20세기 초반까지 유럽의 몇몇 국가에서는 노동운동이 불법인 경우도 있었다. 반공주의 성향의 독재 정부가 여럿 등장한 대한민국에서는 노동운동이 사회주의적 성향을 띠었다는 이유로 20세기 초반에서 후반까지 노동운동을 탄압했다. 그러나, 21세기 들어 민주화(民主化) 된 대한민국 정부는 부서의 활동이 노동자들의 권익을 보호하기엔 턱없이 부족하다는 것을 깨달았으며, 노동자들의 권익을 자체적으로 향상하기 위해 노동운동을 합법화하였다.

### 노동운동에 관련된 사상
- 사회주의: 사회주의의 창시자 로버트 오언가 정립한 이상적(理想的)인 사회주의인 이른바 '공상적 사회주의'는 19세기까지 노동운동 세력의 주류 세력이었으며, 오늘날 보편적인 의미인 '사회주의'를 있게 한 사상이다. 후에 공상적 사회주의는 과학적 사회주의를 낳았고, 공상적 사회주의와 현실 자본주의를 조화한 개량주의(改良主義)도 탄생한다. 그 외 사회주의는 수많은 분파를 가지고 있다. 현대 공상적 사회주의를 표방하는 사회주의자들은 실질적으로 없지만, 공상적 사회주의는 사회주의의 원류(源流) 사상이다. 오늘날 존재하는 노동조합은 모두 사회주의적인 성향을 가졌다.

- 공산주의: 19세기 후반 카를 마르크스가 공상적 사회주의는 이상적이라, 현실성이 없다하여 반발하면서 프리드리히 엥겔스와 공동 작업하여 과학적 사회주의 분파를 탄생시켰다. 과학적(科學的) 사회주의는 레닌에 의해 계승(繼承)되어 오늘날의 현실적인 공산주의 의미를 갖추게 되었고, 20세기 초반부터 소련 붕괴 전까지 노동운동 세력에서 절대적인 비중을 차지했다. 마르크스주의부터 레닌주의까지 최종 발전한 공산주의(共産主義)는 이른바 개량주의, 수정주의(修正主義)도 아닌, 추상적인 이상 사회주의도 아닌 '현실사회주의'를 건설하는 방법을 제시했다. 오늘날 공산주의의 의미는 당의 강력한 통제 아래 실현되는 현실적 전통 사회주의를 말한다. 정치 세력화된 노동조합은 때로 공산주의적인 성향을 보이기도 한다. 특히 이 활동은 이탈리아와 같은 남유럽 또는 기타 북유럽 국가에서 활발하게 전개되는 것을 볼 수 있다.

- 아나키즘: 초기 이론의 아버지는 고드윈이며, 공상적 사회주의자 중 한 명이었던 프루동의 반소유, 상호부조 유토피아 사상과 표트르 크로폿킨의 개조된 상호부조론(相互扶助論)이 혼합된 이 아나키즘은 개인을 억압하는 모든 것을 부정하며, 이른바 모두가 '상호부조'하는 사회를 건설하려는 사회주의 사상이다. 대표적인 아나키즘을 사회적 아나키즘이라 하며, 이 사상은 훗날 고전적인 반국가주의(反國家主義)를 부정하고 현대화하여 자유지상주의적 사회주의로 발전했다.

- 생디칼리즘: 길드사회주의, 마르크스주의 철학 그리고 협동조합주의를 조합한 생디칼리즘 이론은 '혁명적 조합주의', '노동조합지상주의'라고도 불린다. 생디칼리즘은 노동조합을 이용한 비정치 사회주의 운동을 지향(志向)한다. 20세기 초반에 쇠퇴했지만, 생디칼리즘은 수많은 노동운동 전략을 구사하여, 기타 좌익 사상의 발전을 도모했다. 미국이나 북유럽, 서유럽에서는 일명 아나코-생디칼리즘 세력이 노동운동의 주요 세력으로 등장하기도 한다. 이들은 노동운동의 선봉에 서나, 비정치 전략을 행함으로 노동운동세력을 정치 세력화하지 않는다.

## 같이 보기
- 한국의 노동운동
- 대한민국의 노동운동
- 계급투쟁
- 평등
- 극좌파
- 좌파
- 마르크스주의
- 레닌주의
- 사회민주주의
- 노동 조합
- 노동운동가

## 관련 서적
- Robert N. Stern, Daniel B. Cornfield, The U.S. labor movement:References and Resources, G.K. Hall & Co 1996
- John Hinshaw and Paul LeBlanc (ed.), U.S. labor in the twentieth century : studies in working-class struggles and insurgency, Amherst, NY : Humanity Books, 2000
- Philip Yale Nicholson, Labor's story in the United States, Philadelphia, Pa. : Temple Univ. Press 2004 (Series ‘Labor in Crisis’), ISBN 1-59213-239-1
- Beverly Silver: Forces of Labor. Worker's Movements and Globalization since 1870, Cambridge University Press, 2003, ISBN 0-521-52077-0
- St. James Press Encyclopedia of Labor History Worldwide, St. James Press 2003 ISBN 1-55862-542-9
- Lenny Flank (ed), IWW: A Documentary History, Red and Black Publishers, St Petersburg, Florida, 2007. ISBN 978-0-9791813-5-1
- Tom Zaniello: Working Stiffs, Union Maids, Reds, and Riffraff: An Expanded Guide to Films about Labor (ILR Press books), Cornell University Press, revised and expanded edition 2003, ISBN 0-8014-4009-2